# Niewiesz (gromada)
Niewiesz – dawna gromada, czyli najmniejsza jednostka podziału terytorialnego Polskiej Rzeczypospolitej Ludowej w latach 1954–1972.
Gromady, z gromadzkimi radami narodowymi (GRN) jako organami władzy najniższego stopnia na wsi, funkcjonowały od reformy reorganizującej administrację wiejską przeprowadzonej jesienią 1954 do momentu ich zniesienia z dniem 1 stycznia 1973, tym samym wypierając organizację gminną w latach 1954–1972.
Gromadę Niewiesz siedzibą GRN w Niewieszu utworzono – jako jedną z 8759 gromad na obszarze Polski – w powiecie tureckim w woj. poznańskim, na mocy uchwały nr 39/54 WRN w Poznaniu z dnia 5 października 1954. W skład jednostki weszły obszary dotychczasowych gromad Grocholice, Kobylniki, Ksawercin, Lipnica, Niewiesz, Niewiesz-Kolonia, Szarów Księży i Sempółki ze zniesionej gminy Niewiesz w tymże powiecie. Dla gromady ustalono 16 członków gromadzkiej rady narodowej.
1 stycznia 1956 gromada weszła w skład nowo utworzonego powiatu poddębickiego w woj. łódzkim.
1 stycznia 1958 do gromady Niewiesz przyłączono część zniesionej gromady Wilczków (wieś Wilczków, wieś Karnice, kolonia Józefów, wieś Polesie, kolonia Piotrów, kolonia Bronów I i kolonia Wilczków).
1 stycznia 1959 do gromady Niewiesz przyłączono obszar zniesionej gromady Dominikowice.
31 grudnia 1959 z gromady Niewiesz wyłączono wieś Łęg Baliński włączając ją do znoszonej gromady Człopy.
Gromada przetrwała do końca 1972 roku, czyli do kolejnej reformy gminnej. 1 stycznia 1973 – tym razem w powiecie poddębickim i woj. łódzkim – reaktywowano gminę Niewiesz.